# 苏泰太后
苏泰或译苏巴瑚，叶赫那拉氏，女真人，末代叶赫贝勒金台吉的孙女，德尔格勒女。她本是末代蒙古大汗林丹汗遗孀，史称苏泰太后，後改嫁后金郑亲王济尔哈朗，為其嫡福晋。
1619年，祖父金台吉被其妹夫努尔哈赤所杀，叶赫部亡，其父德尔格勒与弟南楮归附努尔哈赤。明神宗为安抚其后人，派给事中姚宗文至边疆，寻其子孙，故赐苏泰姐妹二人各白金二千。
1634年，丈夫林丹汗在甘肃大草滩逝世，部属内乱。皇太极派其弟南楮前去谕降苏泰太后。苏泰太后与子额哲、林丹汗的两个妹妹逐于1635年归附后金。皇太极与诸贝勒商议后，将她嫁给郑亲王济尔哈朗。大贝勒代善则想拒绝财产稀少的囊囊太后，改娶她为妻。对此，皇太极表示“彼苏泰太后福晋，曾经诸贝勒议定具奏，以济尔哈朗阿哥至爱福晋亡故，拟将其赐给济尔哈朗阿哥。吾亦称善，已谕允之。先已应允赐弟，后再改言赐兄，若此则不公也。吾言既出，岂有食言之理？”清崇德元年（1636年）十一月初七日，苏泰与诸位福晋同时受封，册为和硕嫡福晋。后事，无记载。